# Banco de la Reserva Federal de Mineápolis
El Banco de la Reserva Federal de Mineápolis (nombre original en inglés: Federal Reserve Bank of Minneapolis), ubicado en Mineápolis, Minesota, en los Estados Unidos, es la sede del noveno distrito de la Junta de la Reserva Federal, compuesto por Minesota, Montana, Dakota del Norte y Dakota del Sur, el noroeste de Wisconsin y la Península superior de Míchigan. Aunque su territorio geográfico es el tercero más grande de los 12 bancos de la Reserva Federal, atiende a la base de población más pequeña del sistema. Posee una subdelegación, el Banco de la Reserva Federal de Mineápolis Sucursal de Helena, que está en Helena, Montana.

## Personal

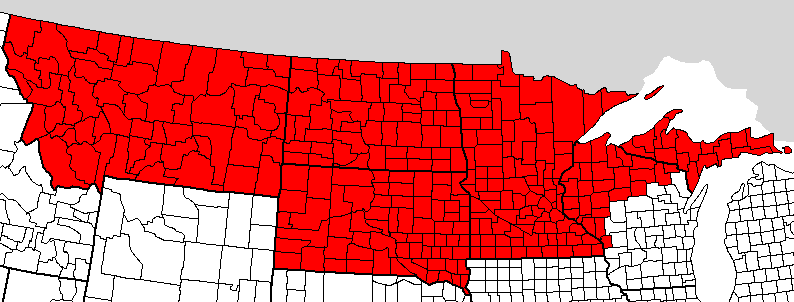
Mapa del Noveno Distrito

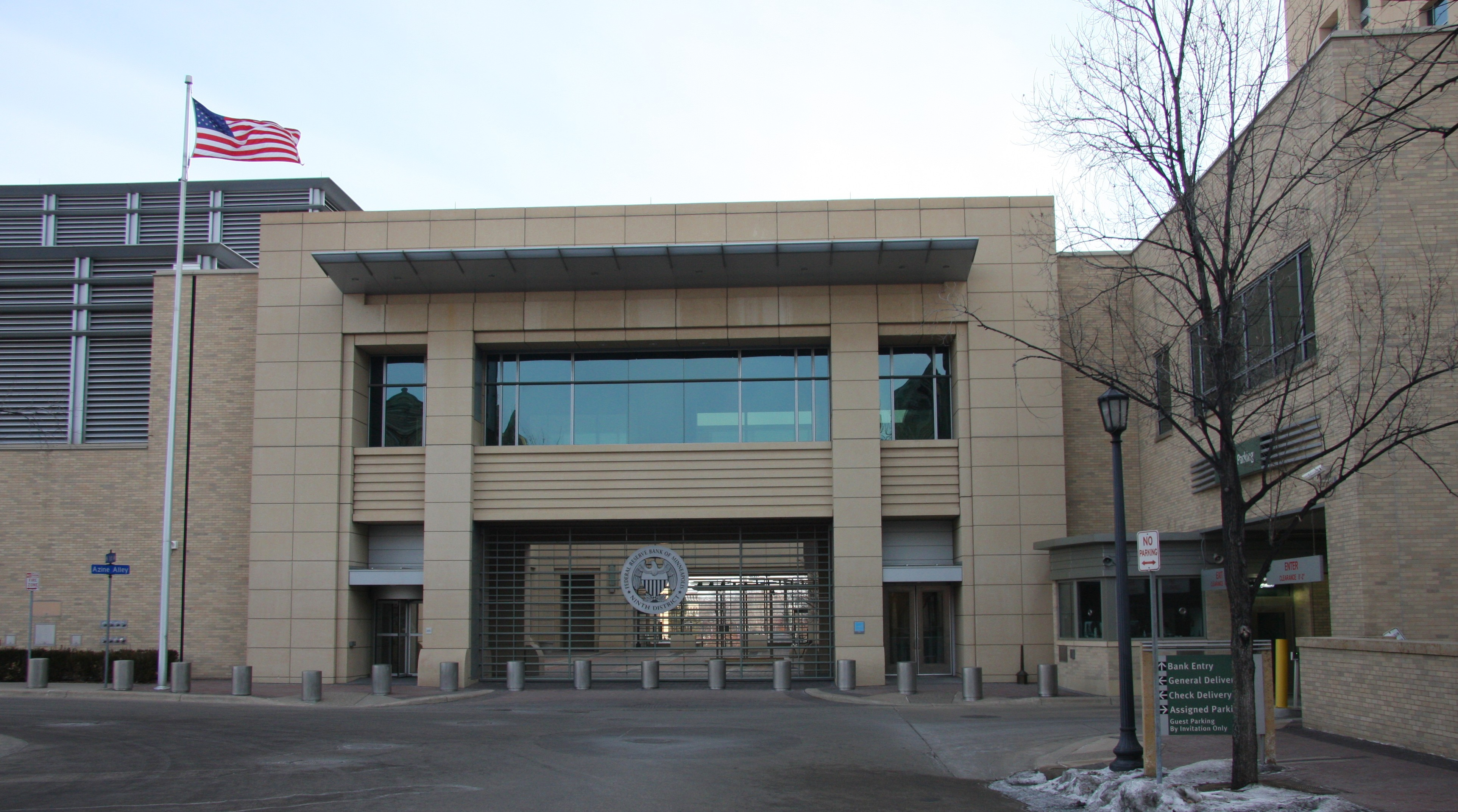
Entrada en el nº 1 de Street North

La plantilla del banco es de más de 1000 personas. La Fed de Mineápolis tiene fuertes vínculos con el departamento de economía del Universidad de Minesota. Anexo:Ganadores del Premio Nobel economista Edward C. Prescott estuvo afiliado a ambas instituciones durante mucho tiempo. El Banco publica "The Region" (La Región), una revista que presenta artículos sobre política económica y entrevistas con famosos economistas.

## Edificios del banco

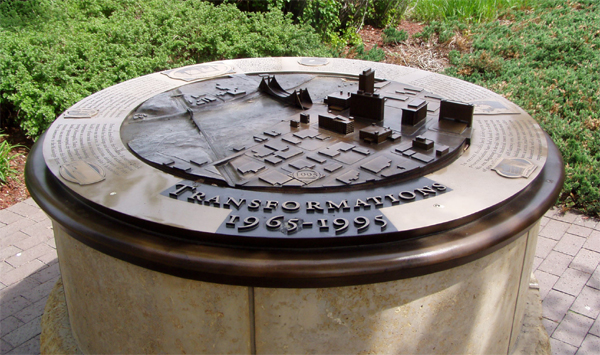
Varias esculturas en los terrenos de la Reserva Federal representan el crecimiento a lo largo del área frente al río de Mineápolis

Tres edificios han servido como sede del distrito, todos a pocas manzanas el uno del otro. Los tres edificios seguían en pie y en uso en 2019.

### 1915–1973

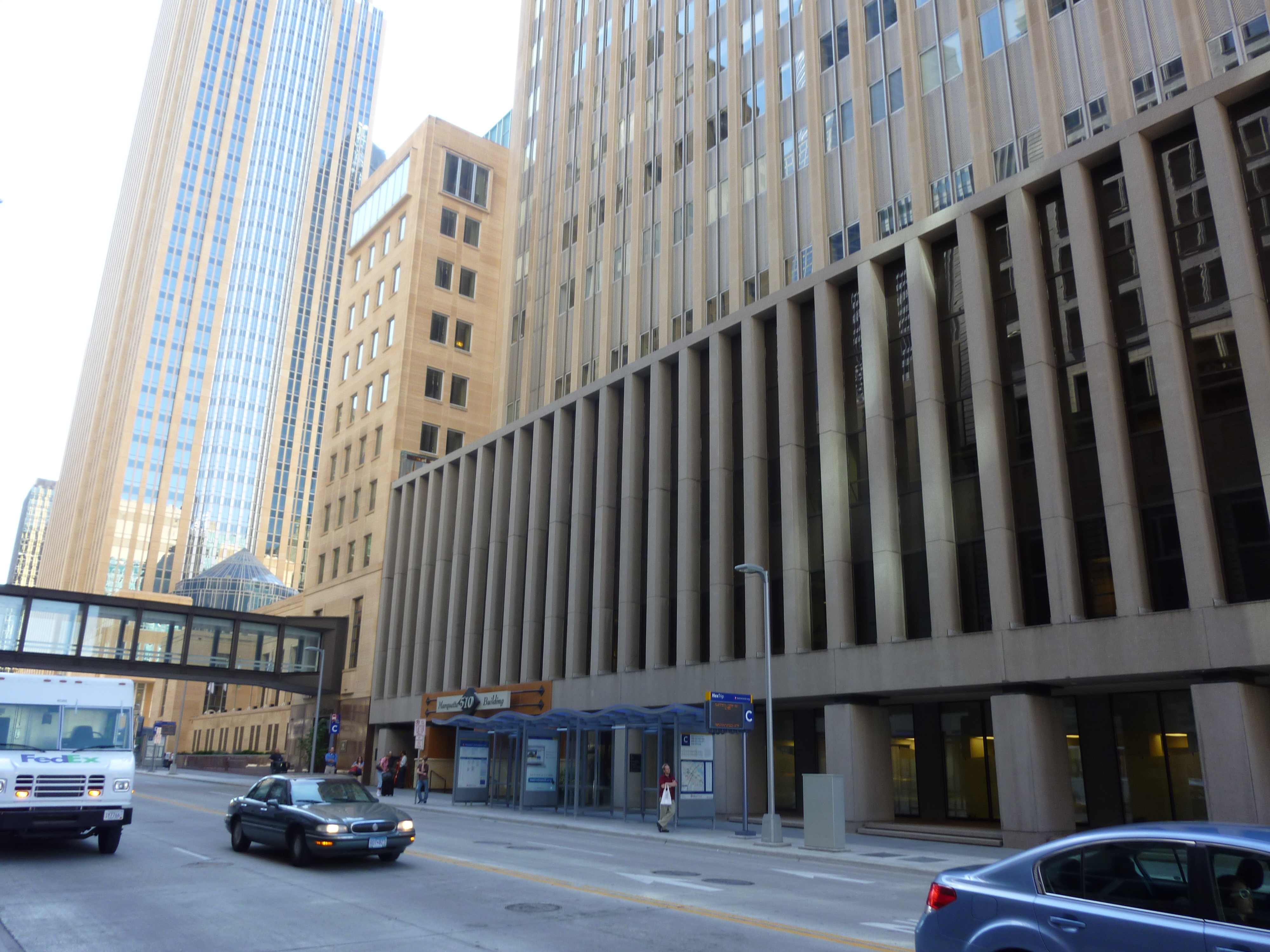
Posteriormente renovado, 510 Marquette Building fue la primera sede del banco

El primer edificio del banco de la Reserva Federal de Mineápolis está ubicado en 510 Marquette Avenue, en la esquina de Marquette Avenue y 5th Street South en Mineápolis, justo al lado de la estación de Nicollet Mall de la Línea Azul del Metro de Mineápolis y de la Línea Verde del tren ligero, y frente al Edificio Soo Line. Fue diseñado por Cass Gilbert, arquitecto del edificio del Capitolio del Estado de Minesota. Se completó en 1915. El edificio era inusual porque no tenía ventanas en la planta de la calle y, desde el principio, grandes ladrillos llenaban los espacios donde deberían aparecer las ventanas. Solo en la parte superior se podía mirar desde el edificio. La estructura se volvió todavía más extraña en la década de 1950, cuando se agregó un pequeño rascacielos de ocho pisos de altura en la parte superior. La superestructura moderna formaba un chocante contraste con las columnas de granito de inspiración romana que adornan la fachada del edificio.
Después de que la Fed se mudó a su segundo edificio en 1973, el nuevo propietario, una sociedad de promotores inmobiliarios de Nueva York, Peter V. Tishman y Jay Marc Schwamm, modificó la parte inferior para armonizar su diseño con el "sombrero" del rascacielos añadido en la parte superior. Los pisos inferiores, con paredes de 3 pies (0,9 m) de espesor y sin ventanas, fueron despojados del granito, material sustituido por una fachada de caliza formando una retícula (diseñada por el arquitecto de Mineápolis Robert Cerny) y un jardín de 3000 pies cuadrados (279 m²) con higueras y piscinas de agua (diseñado por la empresa de paisajismo de Lawrence Halprin). En aquel momento, era el jardín más grande dentro de un edificio de oficinas en los Estados Unidos sostenido artificialmente por completo; se había inspirado en el edificio de la Fundación Ford en Nueva York, que tiene un jardín más grande, pero que depende en cierta medida de la luz natural exterior. También existía la necesidad de quitar la bóveda interior de cinco pisos con soporte independiente para que el edificio pudiera conectarse al Edificio del Banco F&M adyacente y para integrar el segundo piso con el Minneapolis Skyway System. Después de un desarrollo de tres años, el Banco National City de Mineápolis se mudó al edificio como su inquilino principal. Después de la renovación, el edificio recibió el premio del Comité de Medio Ambiente Urbano de Mineápolis por su contribución a la mejora del medio ambiente de la ciudad.
En 2013, el edificio se vendió por 6,69 millones de dólares. En ese momento se informó que tenía 198 552 pies cuadrados (1 844 608 dm²). Fue comprado por Marquette Partners LLC, una filial de Swervo Development, con sede en Mineápolis. El vendedor fue OP2 Marquette, una filial de Opportunity Advisors de Eden Prairie (Minesota). Opportunity Advisors había comprado el edificio en mayo de 2012 por unos 5 o 6 millones, aproximadamente una cuarta parte de su precio de venta de 1998.

### 1973-1997

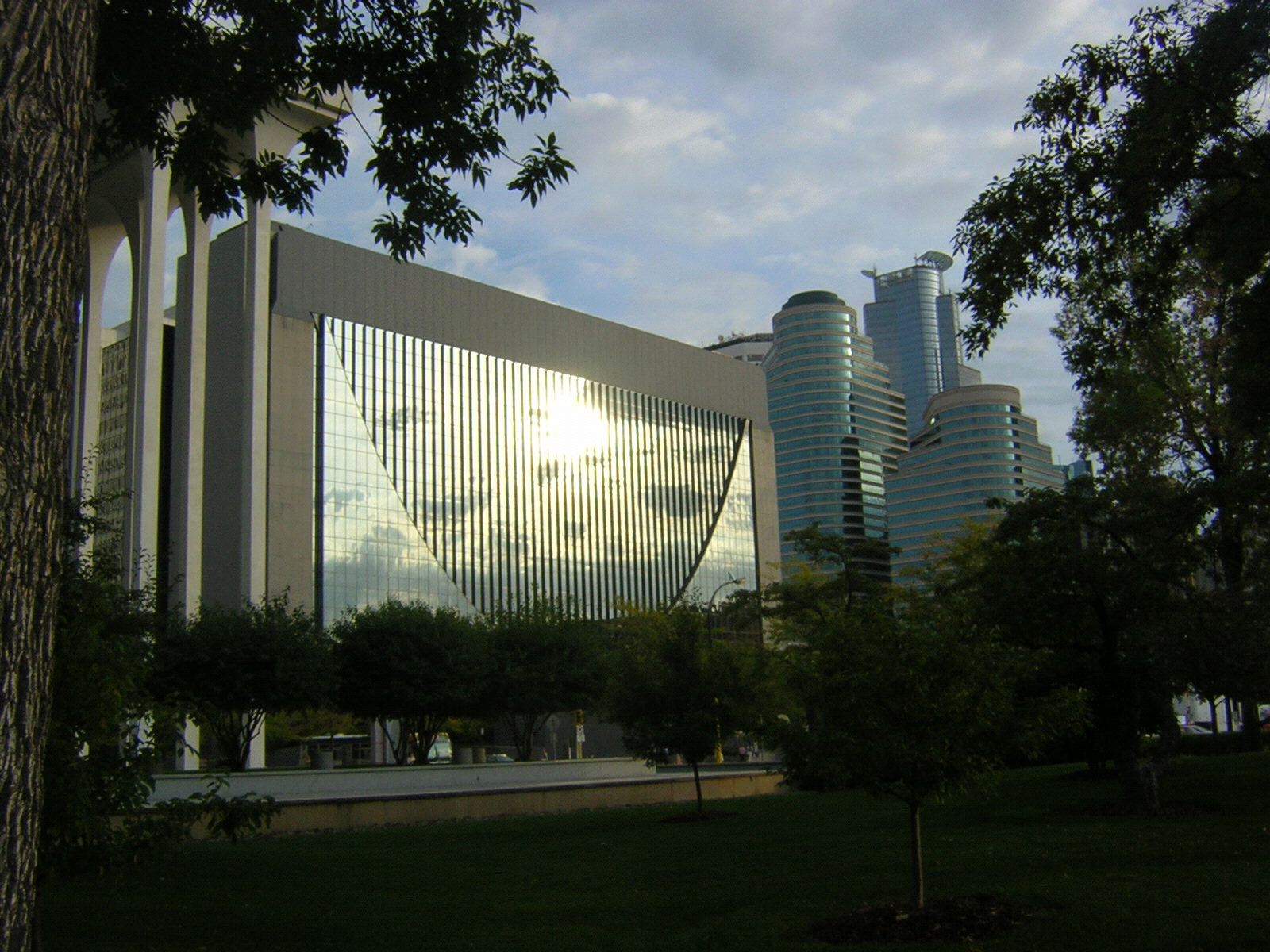
Segunda sede de la Reserva Federal de Mineápolis, ahora Marquette Plaza

La Reserva Federal se mudó a dos manzanas de Marquette Avenue, a un edificio ahora conocido como Marquette Plaza, que está construido de manera muy similar a un puente colgante con cables tendidos entre pilares en los extremos que llevan la carga. Se considera el primer (y quizás el único) edificio realizado cuya estructura incluye un sostenimiento soportado por un sistema de cables que forman dos catenarias. Los problemas de diseño, junto con la contaminación generada por el asbesto utilizado en la construcción, llevaron a la Reserva Federal a mudarse a un nuevo complejo y vender el edificio. El nuevo propietario lo rehabilitó, pasando a albergar temporalmente la central de la Biblioteca Pública de Mineápolis mientras su nuevo edificio estaba en construcción. El edificio había sido diseñado para acomodar otro conjunto de cables que formaban una segunda catenaria invertida (que superpuesta a la primera, componía una figura parecida a una circunferencia), que nunca se construyó.

### 1997-presente
Diseñado por la firma de arquitectura HOK, un complejo junto al río Misisipi ahora sirve como hogar de la Fed de Mineápolis, que se mudó allí en 1997. La dirección se estableció como el 90 de Hennepin Avenue para coincidir con la designación del noveno distrito. Está ubicado en el solar de las antiguas Cocheras del Ferrocarril del Gran Norte de Mineápolis, adyacente al puente de Hennepin Avenue y al aserradero del Pacífico que alguna vez fue propiedad de T. B. Walker y George A. Camp.

## Casos judiciales
- Hirning v. Federal Reserve Bank of Minneapolis, Minn., 52 F.2d No. 9073 John B. Sanborn, 382 . (enlace roto disponible en Internet Archive; véase el historial, la primera versión y la última).